# ARA Pueyrredón
Pour les articles homonymes, voir Pueyrredón.
L'ARA Pueyrredón est un croiseur cuirassé de la classe Giuseppe Garibaldi lancé en 1898 à Gênes. Acheté par l'Argentine, il intègre la Marine argentine et sa Division de croiseurs cuirassés ; passant le plus clair de sa carrière en Atlantique, il devient le navire-école de la marine en 1941, succédant à l'ARA La Argentina. Il est retiré du service en 1954.